# Ławy (Varsovia Occidental)
Ławy [pronunciación en polaco: /ˈwavɨ/] es un pueblo en el distrito administrativo de Gmina Leszno, dentro del Distrito de Varsovia Occidental, Voivodato de Mazovia, en el centro-este de Polonia. Se encuentra aproximadamente 7 kilómetros al noreste de Leszno, 13 kilómetros al noroeste de Ożarów Mazowiecki (sede administrativa de la Gmina), y 24 kilómetros al noroeste de Varsovia.